# Jully Makini
Jully Makini (auch: Jully Sipolo, geb. ~ 1953) ist eine Dichterin, Schriftstellerin und Frauenrechtsaktivistin in den Salomonen. Sie hat Gedichte wie Civilized Girl (1981) und Praying Parents (1986) verfasst. Im Juni 2017 erhielt sie den International Women of Courage Award vom Außenministerium der Vereinigten Staaten für ihre Arbeit zur Verbesserung der Frauenrechte in den Salomonen.

## Leben
Makini stammt aus Gizo in der Provinz Western. Einen Abschluss machte sie an der University of the South Pacific und begann ihre Schriftstellerkarriere in nach einem Workshop der Solomon Island Women Writers 1980. Im folgenden Jahr publizierte sie das Gedicht Civilized Girl, eine leicht-herzige Kritik an Frauen in den Salomonen, die sich an westliche Bräuche anpassen („becoming westernized“). 1983 fungierte sie als Herausgeberin beim University of the South Pacific Solomon Islands Centre in der Veröffentlichung der ersten Anthologie von Werken von Frauen: Mi Mere. 1986 veröffentlichte sie das Gedicht Praying Parents und 2007 Flotsam and Jetsam.
Makini ist bekannt für ihren Einsatz zur Stärkung der Frauenrechte in den Salomonen. In dem Land ist Gewalt gegen Frauen beispielsweise noch immer ein Tabuthema in der Gesellschaft. Sie hat ihre Schriften benutzt, um ihre Anliegen auch zu Menschen in abgelegenen Gebieten zu bringen. In der Hauptstadt Honiara hat sie sich an der Leitung verschiedener Frauengruppen beteiligt und um nachhaltige Entwicklung geworben. Sie zog 2008 wieder nach Gizo, wo sie an der Gründung des Gizo Family Support Centre mitarbeitete, einer lokalen NGO, welche mit Unterstützung der UN Women Ending Violence Against Women (EVAW) arbeitet. Im Juni 2017 wurde sie mit dem International Women of Courage Award geehrt und sie wurde als eine der „70 Inspiring Pacific Women“ der Pacific Community ausgezeichnet.

## Werke
unter dem Namen „Jully Sipolo“
- Civilized girl: poems. South Pacific Creative Arts Society, Suva, Fidschi 1981.
- (hgg. mit Afu Billy & Hazel Lulei): Mi mere: poetry and prose by Solomon Island women writers. Honiara: University of the South Pacific, Solomon Islands Centre 1983.
- Praying parents: a second collection of poems. Honiara, Solomon Islands: Aruligo Book Centre 1986.

„Jully Makini“
- (hg.) Na buka vivinei malivi pa zinama roviana. (Roviana custom stories book). Solomon Islands: Western Province Government 1991.
- Flotsam & jetsam: a third collection of poems. IPS Publications, University of the South Pacific, Suva, Fidschi 2007.
- Cartes postales des îles Salomon. Rochefort: Les Petites allées 2019.